# روبي جوزيف
روبي جوزيف (20 يناير 1982 في أنتيغوا وباربودا - ) (بالإنجليزية: Robbie Joseph)‏ هو لاعب كريكت بريطاني. لعب مع Kent County Cricket Club ‏ ونادي مقاطعة ليسترشاير للكريكت ‏ وLeeward Islands cricket team ‏.

## وصلات خارجية
- روبي جوزيف على موقع إي آس بي آن كريك إنفو (الإنجليزية)